# En helt ny jul
En helt ny jul – czwarty album Amy Diamond wydany w 2008 roku przez wytwórnię Bonnier Amigo Music Group. Znajdują się na nim świąteczne piosenki po szwedzku. W Szwecji uzyskał status złotej płyty.

## Lista utworów
1. Nu tändas tusen juleljus (instrumental-intro)
2. "När vi närmar oss jul"
3. "En helt ny jul"
4. "Hej mitt vinterland"
5. "Mer jul"
6. "När julen rullar över världen"
7. "Jul jul strålande jul"
8. "Tänd ett ljus"
9. "Kom håll min hand"
10. "Viskar en bön"
11. "Betlehems stjärna"
12. "Julen är här"
13. Nu tändas tusen juleljus (instrumental-outro)